# 佩蘭 (古琴曲)
佩蘭，古琴曲，據傳為毛敏仲所作，以蘭花為題，《蕉庵琴譜》言其「音潔和靜，感慨而恬逸」。最早見於明代的《風宣玄品》。
與漁歌、樵歌及墨子悲絲並稱廣陵琴派四大曲。

## 收錄琴譜
《風宣玄品》、《琴譜正傳》、《西麓堂琴統》、《步虛僊琴譜》、《玉梧琴譜》、《琴書大全》、《太古正音琴譜》、《松絃館琴譜》、《徽言秘旨》、《大還閣琴譜》、《澄鑒堂琴譜》、《誠一堂琴譜》、《五知齋琴譜》、《春草堂琴譜》、《蘭田館琴譜》、《自遠堂琴譜》、《二香琴譜》、《蕉庵琴譜》、《天聞閣琴譜》、《枯木禪琴譜》等數十部明、清琴譜